# Hieroceryx congoensis
Hieroceryx congoensis là một loài tò vò trong họ Ichneumonidae.